# Campiglossa martii
Campiglossa martii är en tvåvingeart som först beskrevs av Becker 1908.  Campiglossa martii ingår i släktet Campiglossa och familjen borrflugor.
Artens utbredningsområde är Kanarieöarna. Inga underarter finns listade.